# İslamköy, Atabey
İslamköy là một thị trấn thuộc huyện Atabey, tỉnh Isparta, Thổ Nhĩ Kỳ. Dân số thời điểm năm 2011 là 1.12 người.